# Czaplinek (gromada)
Czaplinek (do 31 XII 1957 Pławno) – dawna gromada, czyli najmniejsza jednostka podziału terytorialnego Polskiej Rzeczypospolitej Ludowej w latach 1954–1972.
Gromady, z gromadzkimi radami narodowymi (GRN) jako organami władzy najniższego stopnia na wsi, funkcjonowały od reformy reorganizującej administrację wiejską przeprowadzonej jesienią 1954 do momentu ich zniesienia z dniem 1 stycznia 1973, tym samym wypierając organizację gminną w latach 1954–1972.
Gromadę Czaplinek z siedzibą GRN w mieście Czaplinku (nie wchodzącym w jej skład) utworzono 1 stycznia 1958 w powiecie szczecineckim w woj. koszalińskim w związku z przeniesieniem siedziby GRN gromady Pławno z Pławna do Czaplinka i zmianą nazwy jednostki na gromada Czaplinek; równocześnie do nowo utworzonej gromady Czaplinek włączono wsie Stare Drawsko i Nowe Drawsko z gromady Kluczewo oraz wieś Sikory z gromady Polne w tymże powiecie.
31 grudnia 1961 do gromady Czaplinek włączono obszar zniesionej gromady Siemczyno w tymże powiecie.
W 1965 roku gromadą zarządzało 20 członków gromadzkiej rady narodowej.
31 grudnia 1968 do gromady Czaplinek włączono obręb Sulibórz (238 ha) z gromady Kluczewo w tymże powiecie.
1 stycznia 1969 do gromady Czaplinek włączono miejscowości Karsno, Kołomąt, Łazice, Łaka, Niwka, Piekary i Wełnica o łącznej powierzchni 4256 ha z miasta Czaplinek w tymże powiecie.
31 grudnia 1971 do gromady Czaplinek włączono obszary zniesionych gromad Broczyno i Kluczewo (bez wsi Chłopowo, Polne,  Śmidzięcino i Uraz oraz bez PGR-u Bolegorzyn i części wsi Kluczewo o nazwie Lipno) w tymże powiecie.
Gromada przetrwała do końca 1972 roku, czyli do kolejnej reformy gminnej. 1 stycznia 1973 w powiecie szczecineckim reaktywowano zniesioną w 1954 roku gminę Czaplinek (od 1999 gmina Czaplinek należy do powiatu drawskiego).